# Collective Soul
Collective Soul é uma banda norte-americana de rock alternativo formada em 1992 em Stockbridge, no estado da Geórgia. Eles alcançaram grande popularidade com seu hit single "Shine" do seu álbum Hints Allegations and Things Left Unsaid, lançado em 1993.

## História

### Primeiros anos
Antes de formar o Collective Soul, Ed Roland estudou na escola Berklee College of Music em Boston. Ed começou a trabalhar na Real 2 Reel Studios em Stockbridge durante as décadas 1980 e o começo dos anos 1990, que era detida pelo pai de Will Turpin. Ed produziu e trabalho de engenharia em Atlanta para artistas locais. Ele também gravou suas próprias demos e seu álbum solo independente "Ed Roland-E" em 1991. Ed tinha uma banda no começo dos anos 1990 chamada "Marching Two-Step", que também incluía Shane Evans e durou cerca de 3 anos. Contudo, eles nunca conseguiram crescer para além da cena local.
Por volta de 1992, Ed decidiu voltar suas atenções em obter um contrato em alguma gravadora, assim ele poderia gravar sua músicas e compor para outros artistas. No entanto, estas primeiras tentativas não foram bem-sucedidas. Isso iria mudar em 1993, quando sua música "Shine" do disco Hints Allegations and Things Left Unsaid se tornou um hit underground numa estação de rádio em Orlando, Flórida. Desta vez Ed trouxe Shane Evans, seu irmão Dean Roland, Will Turpin e Ross Childress.
Embora o autor Ayn Rand realmente use a expressão em uma conotação negativa, usando a "alma coletiva" como uma ameaça para a personagem principal do sentido do individualismo, Ed é rápido em salientar, "… nós não estamos pregando Ayn Rand, objetivismo, o egoísmo, ou qualquer coisa … o nome apenas caiu bem… " e "ele [o nome da banda] poderia ter saído de uma revista de Motociclismo". A Atlantic Records tomou nota da popularidade do "Shine", e posteriormente assinou com a banda.

#### Hints, Allegations, and Things Left Unsaid(1993)
O Collective Soul formou-se na cidade de Stockbridge, Geórgia em 1993, e a com fama internacional deste álbum eles ganharam dois Cd´s de platina. O álbum, uma coleção de demos de Ed Roland, foi relançado em 1994 pela Atlantic Records, alcançou o # 1 pela canção Shine. A banda foi então convidada a realizar o festival em Woodstock 1994. Eles excursionaram extensivamente em toda a América do Norte.

#### Collective Soul(1995)
O grupo do auto-intitulado álbum chegou o segundo ano seguinte, ganhou uma tripla platina. Os hits foram "December," "Where The River Flows," e "The World I Know",hit "Gel", e a top-ten hit "Smashing Young Man". Este álbum superou o sucesso do anterior. A banda também tinha ganho generalizado rádio em todos os principais formatos, indo além do convencional de rádio de rock.
Collective Soul vendeu nos seus dois álbuns cerca de 5 milhões de cópias somente nos Estados Unidos, e, no entanto, foram relatadas que eles só receberam uma quantia de $ 150 por semana, para cobrir despesas alimentares na estrada. A banda tinha alegadamente que não recebeu royalties porque seu gestor tinha reivindicado a publicação direitos para ele. Após uma desagradável notícia de ter que dividir com ele, Collective Soul encontrou sua turnê com datas canceladas e foram chamados para a sala de tribunal para enfrentar uma batalha jurídica que teria passado bem em 1996.
Durante esse tempo, os fundos foram congelados, e Collective Soul não poderia tocar em turnê ou gravar em um studio. Durante um período, não foram certeza de que os direitos ainda pertencia a própria banda. Embora as batalhas legais continuassem, a banda foi até uma pequena cabana, no meio de pastagem de vacas em Stockbridge, e começou a gravar. Eles gravaram em seu computador ensaios das músicas improvisadas. Ed escreveu durante este tempo. Essas canções se tornariam conhecidas em "Disciplined Breakdown", crónicas do período sombrio e "dirigidas as emoções" era a sensação do momento. O caso foi finalmente resolvido e ambas as partes forma instruídos a não discutir sobre o resultado.

#### Disciplined Breakdown(1997)
Lançado em 1997, foi inspirados pela ruptura entre a banda e seu gerente, e não vendeu tanto quanto os registos anteriores da banda, apesar de ser sua estreia em  um gráfico maior. Notável singles foram "Diciplined Breakdown" e "Listen". O álbum apresentou uma mais progressiva e melódica conjunto das canções, o albúm vendeu cerca de 1.5 milhões mundialmente. A banda continuo a sua extensa turnê a nível mundial, mas viu um declínio acentuado na sua popularidade global, vendas e rádios. Tendo assim começado o seu grande sucesso principalmente com o tema "run" o vocalista da banda tendo uma óptima voz vai cada vez mais cativando o público alvo

#### Dosage(1999)
O quarto álbum da banda teve reações divididas pela crítica, se viu a banda Collective Soul ainda mais executado em rádios rocks de superestrelas. O primeiro single "Heavy", definiu uma nova marca para a alta de 15 semanas em # 1 sobre o Mainstream Rock. Singles como "Run", "Needs", e "Tremble For My Beloved" também ganharam notáveis posições. O álbum exibido mais de uma janela pop-rock vibe, combinando loops, efeitos eletrônicos e um som mais brilhante e polido, parcialmente devido ao seu primeiro emparelhamento com o produtor / instrumentista Anthony J. Resta, conhecido por seu trabalho com Duran Duran e outros. A banda também tocaram no festival Woodstock 1999, onde se tocou a música "Heavy" e uma cover de Ozzy Osbourne  a música "Crazy Train". O albúm vendeu cerca de 1.3 milhões em todo o mundo.

#### Blender(2000)
O grupo publicou o seu quinto álbum estúdio, e não tarifou bem como os seus outros álbuns, embora o primeiro single "Why, Pt 2." Alcançou # 2 sobre o mainstream rock gráfico. Eles também tinham adicionado a rádio hits com "Vent" e "Perfect Day", sendo este último foi um dueto entre Ed Roland e Elton John. Eventualmente, o álbum foi certificado Gold RIAA e a revista Rolling Stone deu Blender uma análise muito positiva como fizeram muitos outros críticos. Este foi o seu esforço com o segundo álbum com produtor Anthony J. Resta. Semelhante a "Dosage", a banda decidiu experimentar com loops e efeitos eletrônicos baseados estúdio de produção, tais como a Digidesign Pro Tools. Collective Soul foi criticado, no entanto, para a direção deste álbum teve em suas raízes o rock mais orientado para adultos-pop. A canção "You Speak My Language" é um remake de uma canção que foi escrita por Mark Sandman, que formou a banda "Morfina", em 1989. Collective Soul fez um remake desta canção no memorial de Mark Sandman. O título "Blender", foi escolhido através de um concurso em seu site convidando os fãs a apresentar ideias título do álbum.

#### 7even Year Itch: Greatest Hits 1994–2001(2001)
Em 2001, Collective Soul liberou os seus maiores hits em compilação, que incluia as novas faixas "Next Homecoming" e "Energy". O registro marcou o fim do contrato com o grupo da Atlantic Records.

### El Music Group (2004-presente)
Após completar seu contrato com a Atlantic Records, a banda entrou em hiato de 2 1 / 2 anos (2002-2004), mas ainda tocou em dezenas de espectáculos. Isto também marcou a partida do guitarrista original Ross Childress, que permaneceu um amigo da banda. A banda, em seguida, promoveu seu antigo guitarrista técnico, Joel Kosche, para ser o novo guitarrista.

#### Youth(2004)
Isto marcou o início do seu selo independente, em Novembro de 2004, eles lançarão seu longo aguardado sexto álbum. O álbum estreou em # 66 na Billboard 200. "Counting the Days" se tornou um Top 10 hit rock. O álbum ainda estava na linha do pop / rock, mas foi mais equilibrado do que Blender. O segundo single, "Better Now" recebeu airplay pesado em Adult Top 40 de rádio. O terceiro single "How Do You Love" tornou-se um hit no Top 20 Adult Top 40 de rádio. O álbum vendeu mais de 225.000 cópias em seu primeiro ano de lançamento, com resultado estável de vendas, que é considerado um sucesso comercial, depois de um longo hiato.

#### From the Ground Up(2005)
Em Maio de 2005, Collective Soul disponibilizou um álbum acústico. O baterista original Shane Evans deixou a banda durante este período. Baterista Ryan Hoyle, foi o tocou durante a turnê, e é creditado em oito das 11 canções de Youth. Hoyle foi oficialmente nomeado baterista da banda Collective Soul no site da banda.

#### Home(2005)
Collective Soul realizou dois shows com Orquestra Sinfónica da Juventude de Atlanta, em 23 abr. e 24, 2005. Um DVD e CD dos desempenhos, foi lançado em Fevereiro de 2006.

#### Afterwords(2007)
Collective Soul lançou em estúdio seu sétimo álbum, foi lançado em 28 ago., 2007. O álbum é co-produzido por Anthony J. Resta. O Álbum foi imediatamente disponíveis em formato digital, no iTunes. Singles foi lançado foi "Hollywood" e "All That I Know". A banda fez uma aparição no "The Tonight Show com Jay Leno", em 31 ago para promover o álbum. Eles também foram convidados sobre o musical O Late Late Show com Craig Ferguson em 4 de março de 2008.

#### Collective Soul (Rabbit)(2009)
Collective Soul lançou em agosto de 2009 seu segundo álbum intitulado simplesmente "Collective Soul", também conhecido como Rabbit. Canções a do álbum como "She Does" e "Dig" foram tocadas ao vivo na Universal Studios no Mardi Gras em 21 de março de 2009.
Os singles "Staring Down" e "Welcome all Again" foram lançados para divulgação do disco.
Collective Soul foi incluído no Georgia Music Hall of Fame em setembro de 2009. Em seu discurso de posse, Roland agradeceu uma longa lista de ex-membros e colaboradores que estiveram envolvidos nas últimas três décadas, incluindo Childress, Hoyle e Brannon. Ele também convidou Shane Evans ao palco para comemorar com a banda.
2010–13: Foco em projetos paralelos e turnês
Collective Soul voltou ao El Music Group em 2010, e em dezembro daquele ano, a banda lançou uma versão regravada de "Tremble for My Beloved" (originalmente de Dosage) como single e vídeo no iTunes. O vídeo também foi incluído no DVD Music Videos and Performances de The Twilight Saga Soundtracks, Vol. 1
Em 2012, a banda embarcou na Dosage Tour, com o membro da turnê Johnny Rabb substituindo Cheney Brannon na bateria.
Recentemente, os membros da banda estiveram envolvidos em outros projetos. Joel Kosche e Will Turpin iniciaram suas próprias carreiras solo, lançando os álbuns Fight Years (2010) e The Lighthouse (2011), respectivamente. Dean Roland faz parte da banda de rock Magnets and Ghosts, ao lado de Ryan Potesta. A dupla se formou em 2010 e lançou seu álbum de estreia, Mass, em novembro de 2011. Em 2011, Ed Roland começou a gravar e fazer turnê com os amigos Christopher Alan Yates, Brian Biskey, Grant Reynolds e Mike Rizzi. O grupo Ed Roland e o Sweet Tea Project lançaram seu álbum de estreia, Devils 'n Darlins, em 3 de setembro de 2013.
2014 –  Presente: See What You Started by Continuing and Blood
A banda iniciou sua turnê de inverno de 2014 em 15 de janeiro em Belly Up em Aspen, Colorado, onde o guitarrista Jesse Triplett fez sua estréia ao vivo como membro do Collective Soul. Triplett substituiu Joel Kosche, que estava com a banda desde a substituição do guitarrista original Ross Childress em 2001. Em 6 de fevereiro, Collective Soul confirmou publicamente a saída de Kosche da banda: "Depois de 13 anos excelentes, Joel Kosche mudou no mundo da música. Collective Soul dá as boas-vindas a Jesse Triplett como nosso novo guitarrista principal. [7] Em 27 de maio, Kosche quebrou o silêncio sobre sua saída da banda, dizendo que não era uma separação amigável e que não tinha nada a ver com ele querer prosseguir uma carreira solo ou querer "seguir em frente no mundo da música". [8]
O nono álbum de estúdio da banda, See What You Started by Continuing, foi lançado em 2 de outubro de 2015 pela Vanguard Records. [9] O primeiro single do álbum, "This", fez sua estréia em 15 de julho de 2015 no USA Today. [9] A banda disponibilizou "This" para download gratuito em seu site. [10]
Roland na frente de um microfone
Ed Roland em 2016
O álbum ao vivo da banda, Collective Soul: Live, foi lançado em 8 de dezembro de 2017 pela Suretone Records. [11] As gravações foram selecionadas pela banda como as melhores ao longo de 160 shows que realizaram em dois anos. [12]
Em 2018, a banda se juntou ao 3 Doors Down para co-liderar a Rock & Roll Express Tour, com o apoio do Soul Asylum. [13] Em 2019, a banda será a atração principal da Turnê Now's The Time para comemorar seu 25º aniversário, com o apoio de Gin Blossoms. [14]
O décimo álbum de estúdio da banda, Blood, foi lançado em 21 de junho de 2019. [15]

## Integrantes

### Formação Atual
- Ed Roland      (1993-presente) Vocal e Guitarra Ritmica
- Dean Roland    (1993-presente) Guitarra Solo
- Will Turpin    (1993-presente) Baixo e Backing Vocal
- Jesse Triplett  (2014-presente) Guitarra Ritmica
- Johnny Rabb    (2012-presente) bateria - não creditado como membro oficial.

### Membros Antigos
- Joel Kosche    (2001-2014) Guitarra
- Ross Childress (1993-2001) Guitarra
- Shane Evans    (1993-2005) Bateria
- Ryan Hoyle     (2005-2008) Bateria
- Cheney Brannon (2008-2012) Bateria

## Discografia

### Álbuns
-

| Ano  | Álbum                                      | Posições | Posições | Posições | Posições | RIAA       | CRIA       | Gravadora          |
| Ano  | Álbum                                      | US       | US Indie | CAN      | AUS      | RIAA       | CRIA       | Gravadora          |
| ---- | ------------------------------------------ | -------- | -------- | -------- | -------- | ---------- | ---------- | ------------------ |
| 1993 | Hints, Allegations, and Things Left Unsaid | 15       | —        | —        | —        | 2× Platina | 5× Platina | Atlantic           |
| 1995 | Collective Soul                            | 23       | —        | —        | 23       | 3× Platina | 8× Platina | Atlantic           |
| 1997 | Disciplined Breakdown                      | 16       | —        | 5        | 37       | Platina    | 3× Platina | Atlantic           |
| 1999 | Dosage                                     | 21       | —        | 5        | 48       | Platina    | 2× Platina | Atlantic           |
| 2000 | Blender                                    | 22       | —        | 3        | —        | Ouro       | Ouro       | Atlantic           |
| 2004 | Youth                                      | 66       | 3        | 30       | —        | —          | —          | El Music Group     |
| 2007 | Afterwords                                 | —        | —        | 23       | —        | —          | —          | El Music Group     |
| 2009 | Rabbit                                     | —        | —        | —        | —        | —          | —          | Roadrunner Records |

### Compilações e Álbuns Especiais
| Ano  | Álbum                                       | Posições | Posições | Posições | Gravadora                  | RIAA | CRIA    |
| Ano  | Álbum                                       | US       | US Indie | CAN      | Gravadora                  | RIAA | CRIA    |
| ---- | ------------------------------------------- | -------- | -------- | -------- | -------------------------- | ---- | ------- |
| 2001 | 7even Year Itch: Greatest Hits, 1994-2001   | 50       |          | 9        | Atlantic                   |      | Platina |
| 2005 | From the Ground Up                          | 129      | 8        |          | El Music Group             |      |         |
| 2006 | Home: A Live Concert Recording              | 183      | 14       |          | El Music Group             |      |         |
| 2008 | Twilight Original Motion Picture Soundtrack | 1        |          | 4        | Chop Shop/Atlantic Records |      | Platina |

### Singles
| Ano  | Single                   | Posições   | Posições     | Posições    | Posições     | RIAA Certifications | Álbum                                      |
| Ano  | Single                   | US Hot 100 | US Main Rock | US Mod Rock | US Adult T40 | RIAA Certifications | Álbum                                      |
| ---- | ------------------------ | ---------- | ------------ | ----------- | ------------ | ------------------- | ------------------------------------------ |
| 1994 | "Shine"                  | 11         | 1            | 4           | —            | Ouro                | Hints, Allegations, and Things Left Unsaid |
| 1994 | "Breathe"                | —          | 12           | —           | —            |                     | Hints, Allegations, and Things Left Unsaid |
| 1994 | "Wasting Time"           | —          | —            | —           | —            |                     | Hints, Allegations, and Things Left Unsaid |
| 1995 | "Gel"                    | —          | 2            | 14          | —            | —                   | Collective Soul                            |
| 1995 | "December"[A]            | 20         | 1            | 2           | 11           | —                   | Collective Soul                            |
| 1995 | "Smashing Young Man"     | —          | 8            | —           | —            | —                   | Collective Soul                            |
| 1995 | "The World I Know"[B]    | 19         | 1            | 6           | 18           | —                   | Collective Soul                            |
| 1996 | "Where the River Flows"  | —          | 1            | —           | —            | —                   | Collective Soul                            |
| 1996 | "Reunion"                | —          | —            | —           | —            | —                   | Collective Soul                            |
| 1997 | "Precious Declaration"   | 65         | 1            | 6           | —            | —                   | Disciplined Breakdown                      |
| 1997 | "Listen"                 | 72         | 1            | 17          | —            | —                   | Disciplined Breakdown                      |
| 1997 | "Blame"                  | —          | 11           | —           | —            | —                   | Disciplined Breakdown                      |
| 1997 | "Maybe"                  | —          | —            | —           | —            | —                   | Disciplined Breakdown                      |
| 1998 | "She Said"               | —          | 16           | 39          | —            | —                   | Scream 2 (trilha sonora)                   |
| 1999 | "Run"                    | 76         | —            | 36          | 12           | —                   | Dosage                                     |
| 1999 | "Heavy"                  | 73         | 1            | 5           | —            | —                   | Dosage                                     |
| 1999 | "No More, No Less"       | 123        | 10           | 32          | —            | —                   | Dosage                                     |
| 1999 | "Needs"                  | —          | —            | —           | —            | —                   | Dosage                                     |
| 1999 | "Tremble for My Beloved" | —          | 35           | —           | —            | —                   | Dosage                                     |
| 2000 | "Why, Pt. 2"             | 111        | 2            | 19          | —            | —                   | Blender                                    |
| 2001 | "Vent"                   | —          | 34           | —           | —            | —                   | Blender                                    |
| 2001 | "Perfect Day"            | —          | —            | —           | 29           | —                   | Blender                                    |
| 2001 | "Next Homecoming"        | —          | 39           | —           | —            | —                   | 7even Year Itch                            |
| 2004 | "Counting the Days"      | —          | 8            | —           | —            | —                   | Youth                                      |
| 2005 | "Better Now"             | 117        | 35           | —           | 9            | —                   | Youth                                      |
| 2005 | "How Do You Love?"       | —          | —            | —           | 16           | —                   | Youth                                      |
| 2007 | "Hollywood"              | —          | —            | —           | 22           | —                   | Afterwords                                 |
| 2008 | "All That I Know"        | —          | —            | —           | 39           | —                   | Afterwords                                 |
| 2009 | "Staring Down"           | —          | —            | —           | 28           | —                   | Rabbit                                     |
| 2009 | "Welcome All Again"      | —          | —            | —           | —            | —                   | Rabbit                                     |

Notas
- A^ "December" alcançou a posição #14 na Hot Adult Contemporary Tracks.
- B^ "The World I Know" alcançou a posição #67 na Hot Digital Songs em 2008.

## Videografia
"Shine"
"Breathe"
"Gel"
"December"
"Smashing Young Man"
"The World I Know"
"Precious Declaration"
"Listen"
"Blame"
"She Said"
"Run"
"Needs"
"Why, Pt. 2"
"Perfect Day"
"Better Now"
"How Do You Love?"
"Hollywood"
"All That I Know"
"Staring Down"
"Wellcome All Again"